# 太閤立志伝IV
『太閤立志伝IV』（たいこうりっしでん・フォー）は、2001年6月1日にコーエー（現・コーエーテクモゲームス）から発売されたWindows用シミュレーションゲーム（同社はリコエイションゲームと呼称）。「太閤立志伝シリーズ」の第4作。台湾でも中文版が発売されている。
その後、追加要素を加えたPlayStation 2（以下、PS2）版やPlayStation Portable（以下、PSP）版が発売された。また、「コーエー定番シリーズ」などの廉価版シリーズも発売された。
Windows版はソースネクストから廉価版の発売や、コーエーのサイトよりダウンロード販売（2011年9月終了）も行われた。ただし、どちらもコーエーへのユーザー登録ができないためシナリオのダウンロード購入やユーザーズページコンテンツを利用できない）。また、Windows Vistaへはダウンロード販売版はインストールできず、ソースネクストパッケージ版については正式対応はしていないものの、コーエー公式サイトでは一部不具合があるものの大部分は問題なく動作するとしている。

## 概要
前作『III』から再びシステムを変更し本作からカード制を導入、自由度は『III』に較べて飛躍的に上昇し、秀吉のみならず600人（PS2版およびPSP版では650人）の武将でプレイ可能になった（後述）。本作では主人公札以外にも技能、称号その他ほとんどのものがカード入手という形で表現され、さらに個人戦や野戦・攻城戦もカードバトルとなった（そのためカードを引く際に運が影響する部分が大きい）。また技能や能力を上げる際の修業や内政などはほぼ全てがミニゲームとなり、種類も大幅に増加した。評定は奇数月の初めに行われるようになったが、修業などで評定を休むよう申し出ることはできなくなった。
イベントに関しても、地方大名に関するイベントや関ヶ原の戦い・大坂の陣など織田家関連以外の歴史イベントも多数用意されている。それ以外の前作からの変更点は時代ごとに設定された複数シナリオの存在、ミニゲームの種類が大幅に追加、宿屋娘との結婚や同じくコーエー作品である『大航海時代シリーズ』のように「座」での交易要素や名所巡りといった要素の追加がある。またチュートリアル要素が取り入れられたり、頻繁に行く場所をショートカットとして登録できることで行き来が便利になったり、他の人物に贈り物をする際に好みを知っていればそれが表示されたりするなど、より親切な造りになった。また前作ではできなかった武将の辻斬りも再び可能になったが、本作および『V』では止めをさせるのは寿命が切れている武将のみで、寿命があるうちは病気になるだけとなった。それ以外に『II』以前から復活した要素も以前と細かい部分で変更が行われているものがある。
エンディングの種類も増加し、一部の主人公には専用エンディングが用意されている他、地方統一時や特殊な条件下での特殊なエンディングも存在する。正規エンディングもそれまでのプレイ内容によってその後の主人公の人生や統一後の日本の様子が語られるようになった。

## 能力値・技能
能力値は「内政」「外交」「統率」「武力」「魅力」があり、『初代』および『II』同様最大値は100である（ただしアイテムおよび称号による補正もあり、数値が100を超えることもできる）。技能は「足軽」「騎馬」「鉄砲」「水軍」「弓術」「剣術」「軍学」「忍術」「築城」「開墾」「鉱山」「算術」「礼法」「弁舌」「茶道」「医術」の16個と大幅に増えた。前作の「計略」と「戦術」が再び「軍学」に統合され、「乱波」が「忍術」に変更された。また本作は技能修得のため、ミニゲームを行うシステムになった。前作と異なり主人公タイプの能力値により技能修得の上限はなく、プレイヤーのミニゲームの成績次第で能力値が低くても全ての技能を最大まで上げることができる。

## 主人公カード
前述の通り本作では多くの人物でプレイが可能だが、デフォルトでプレイできるのは木下藤吉郎（羽柴秀吉）のみで、それ以外の武将はそれぞれの武将から札（カード）をもらう必要がある。大半の武将は親密度を最大にする、またはさらに好みの品を贈る、もしくはミニゲームをクリアすることで札をもらえるが、特定のイベントを発生させることや特殊な条件が必要な武将もいる。新武将でのプレイも可能だが、やはりイベントを経て新武将（あたらしたけまさ）カードを入手する必要がある。
中には特定の武将の主人公札の組み合わせを集め、「コンボ」と呼ばれるシステムを発生させることで自動的に主人公札が入手できる場合もある。また相手が大名の場合、原則として親密度を最大にしても札をもらうことはできない（コンボやイベント経由で入手できる場合もある）。外交で降伏させるか親密度を高めた上で滅亡させる際登用するなどして大名以外の身分にすればもらえるようになる。
またWindows向けCD-ROM版の場合、風魔小太郎、千宗易、百地三太夫など一部の人物は、ゲーム内では入手できず、雑誌『LOGiN』2001年9月号付録CDから入手するか、コーエーのサイト「GAMECITY」にて本作のユーザー登録を行った後、コーエーファンクラブに入会し、ダウンロードする必要がある。Windows向けDVD-ROM版にはデータが付属しており、PS2版およびPSP版ではゲーム内で入手できる。
現在ではDVD-ROM版や当時の『ログイン』はいずれも入手困難で、またソースネクスト版およびダウンロード販売版ではユーザー登録ができないため、（少なくとも正規の手段では）これらの人物ではプレイすることが困難となっている。

## 座での交易
本作ではこれまでの方法に加えて、座で交易品を売買することでも資金を稼ぐことができるが、運ぶ最中に賊に奪われる等で赤字になる事もある。さらに町へ投資することで規模が大きくなり、交易品の在庫が増えやすくなったり、新しい交易品が出現したりする。またイベントで交易品が出てくることもある。

## 武士以外でのプレイ
本作は商人や忍者、あるいは浪人としてのプレイも可能である。商人や忍者になるには仕えている大名家を出奔する必要がある。
商人の場合はまず座で「商人入門」を申し出る必要がある。それをこなせば「見習」になれる。入門する商家を決めその商家のある町に引っ越し、改めて入門を申し出て出される課題をこなせば「手代」になれる。同じ要領で「番頭」「町衆」となることができ、「町衆」になれば一人前と認められ、自分の店を持つことができる。
自分の店を持った後は販路を設定すると毎月の利益が金庫に入金される。また移動画面で出会う相手に所持品の売却ができるようになり、座の仕事をこなすことで自宅のある町の座に投資がされるようになるなどの利点がある。また大名家に投資することで御用商人となり、その大名支配下の国で交易品を安く買えたり、大名方針に口出しできるようになる。
一方忍者の場合は、まず入門したい里の「鍛錬場二」で修業する必要がある。ただし修業するには「忍術」レベルが3で、かつ浪人である必要がある。「忍術」レベルが3でない場合は「鍛錬場一」で修業する必要がある。「鍛錬場一」での修業は浪人でなくても可能である。「忍術」レベルを3に上げ、浪人でない場合は浪人となれば「鍛錬場二」で修業できるようになり、これを果たすとその里の下忍となれる。
同じように「鍛錬場三」での修業を果たせば中忍に、「鍛錬場四」での修業を果たせば上忍になれるが、初めこの2つの施設は存在しない。里に自らの所持金を投資するか、里で与えられる仕事をこなし里の規模が上がると、「鍛錬場三」「鍛錬場四」の順にできることとなる。
上忍となり、その里の技能を全て身に付けた後、他の里に入門するには「抜け忍」となる必要がある。そのためには里の首領を倒さねばならず、また里を抜けることに成功しても、その里の人間に以後付け狙われることとなる。
また商人や忍者になってから武士として大名家に仕えることも可能で、身に付けた技能を主命や戦争時に生かすこともできる。ただし他の職業を経験している分、評価も厳しくなり勲功は通常の半分しか上がらない（商人の場合、仕官の際に大金を差し出し身分を優遇してもらうことができる）。
本作では武士以外でのプレイはおまけ的扱いなのか、商人や忍者になってもBGMは浪人時代と同じである。またWindows版では武士以外ではイベントによるプレエンディングはあるが、正規エンディングは存在しない（後述の通りPS2版以降で追加された）。

## 戦闘

### 特殊カード
本作では個人戦も野戦・攻城戦もカードバトルであると前述したが、どちらにも特殊カードが存在する。
- 赤カード - 通常の攻撃カードよりも先に効果を発揮する。赤カード内でも強さの順序が存在し、同じカードが出された場合、引き分けとなりどちらも攻撃できない。
- 青カード - 通常の攻撃カードの後に効果を発揮する。
- 橙カード - 場の定位置に置かれる。新しい橙カードを出すか、敵が除去する（敵が個人戦では「大喝」カード、野戦・攻城戦では「看破」カードを出す）まで効力を発揮する。
- 桃カード - 「鼓舞」カード。合戦中のみ。

「斬り返し」など、手札にあるだけで特定の条件が満たされた時に自動的に効力が出るカードも存在する。

### 個人戦
本作では前作になかった個人戦が復活した。「手合わせ」や「辻斬り」を行った時や道場での「剣術師事」の際など「II」までの発生条件以外にも、本作では座で購入した品を所持していた時に賊に襲われた時も個人戦が行われる。また「天下一大会」や特定の主人公での固有のものなど、個人戦が関係するイベントも多数存在する。
個人戦が始まるとまずは能力と技能に応じてカードが配られる。配られるカードの枚数は「剣術」レベルが0の場合は4枚、レベルが1上がるごとに1枚ずつ増え、レベル3では7枚となる。
配られたカードの中からプレイヤーは「攻撃カード3枚まで」か「特殊カード1枚」のいずれかを選んで出す。防御を選ぶこと、すなわち3枚までカードを選び捨てることもできる。防御したターンは攻撃はできないが、そのターンの防御力は通常より高くなる。捨てたカードの種類は防御力に影響しない。
双方が攻撃カードを出した場合、3枚のカードの合計が大きい方の攻撃となる。ただし「コンボ」と呼ばれる組み合わせが存在し、片方がコンボを出した場合にはコンボを出した側の攻撃となる。コンボの組み合わせは次の通りで、双方がコンボを出した場合の優先度順でもある。
- 一八四（癒） - 精神統一で体力回復、相手への攻撃は行われない
- 一一一（嵐）
- 二五九（地獄）
- 七六三（南無三）
- 九二九（苦肉） - 武力に依存せず、ターン数に比例して攻撃力が上がるため、武力が低くても逆転が狙える。

また、一部の主人公には固有コンボが存在する。
- 六三四（武蔵）- 宮本武蔵限定
- 五二六（小次郎） - 佐々木小次郎限定
- 五八三（御破算） - 茶屋清延など商人キャラ専用、戦いを初期状態に戻す

双方が同じコンボを出した場合。および双方がコンボでない組み合わせを出した時、合計数値が同じ場合は「引き分け」となり双方ともに攻撃は行われない。
どちらか片方が赤の特殊カードを出した場合は出した側の攻撃となる。双方が（異なる）赤を出した場合は強いカードを出した側の攻撃となる。
片方が攻撃カード、もう片方が赤以外の特殊カードを出した場合や防御を選んだ場合は攻撃カードを出した側の攻撃となる。双方が赤以外の特殊カードを出した場合や防御を選んだ場合には攻撃は行われない。
次ターン開始時にカードが補充され、決着が付くまで個人戦が継続される。

### 野戦
野戦が開始されると、編成の確認（自分が軍団長ならば編成の変更、陣形の決定）を行い、戦況画面に移り攻撃方法と攻撃対象の敵備を選んで戦闘が開始される。
攻撃方法は「攻撃」（騎馬隊は「突撃」）と「射撃」がある。「攻撃」「突撃」は攻撃力が高く、特に「突撃」は敵を混乱させることもあるが、反撃を受ける。「射撃」は足軽隊や騎馬隊では攻撃力は低いが、反撃されない。鉄砲隊、大筒隊の「射撃」は攻撃力が高く敵を混乱させもするが、雨や雪といった天候に左右される。
攻撃対象に選択できるのは、自部隊正面および、その両隣の部隊である。軍団長から指示された敵備以外を攻撃することもできるが、戦って得られる勲功が減少する。
戦闘時、まず不要なカードがあれば3枚まで交換できる。交換後のカードの中から「攻撃カード3枚まで」か「特殊カード1枚」を選ぶ。勝った方が先攻、負けた方が後攻となる。基本的なルールは個人戦の場合と似ているが、合戦時には「コンボ」はなく、「三揃」「三連」がある。
「三揃」とは同じ数字3枚の組み合わせである。強い順に「一・一・一」「九・九・九」「八・八・八」…「二・二・二」となる。「三連」とは連続した数字3枚の組み合わせであり、強い順に「一・二・三」「七・八・九」「六・七・八」…「二・三・四」となる。「三揃」と「三連」が出された場合は「三揃」の勝ちとなる。
交換されたカードで勝つ見込みがない場合は「待機」して被害を抑えたり、「秘策」で不要な手札1枚を特殊カードと交換したりすることもできる。「秘策」の使用回数は「軍学」レベルが高いほど増える。また士気は下がるが「後退」することもできる。
戦闘を5ターン終了すると再び戦況画面に移る。
自軍か敵軍、どちらかの軍団長部隊の「兵士数」か「士気」が0になるか、退却するまで時間制限なく戦いは継続される。

### 攻城戦
基本的には野戦と同じ流れだが、野戦と違い陣形選択はない。攻撃側が守備側の軍団長に攻撃するには、他の4部隊を壊滅させる必要がある。
期間が30日間と定められており、それを過ぎると引き分けとなる。
また攻撃側の場合、敵城の防御度を0にしても勝利となる。
敵城の防御度を減らすには、特定の赤カードや、黄色カードを選択することで城の防御度にダメージを与えることができる。
守備側は、和睦申込に攻撃側が応じることでも勝利となる。

## シナリオ
登場するシナリオは以下の通り。ソースネクスト版、ダウンロード販売版ではシナリオ4と5は前述一部の主人公と同じ理由で購入できない。
シナリオ1：「尾張の風雲児」（1560年）
最初からプレイできるシナリオ。シリーズの基本シナリオでもある。「桶狭間の戦い」直後から開始される。
シナリオ2：「平安楽土の階」（1577年）
播磨国主となった秀吉が姫路城に赴いた時期からを描く。「本能寺の変」を発生させやすくなっているシナリオ。
シナリオ3：「夢のまた夢」（1598年）
シリーズ初の秀吉死後のシナリオ。「関ヶ原の戦い」から「大坂の陣」などが主軸となる。また宮本武蔵などでもプレイ可能。
シナリオ4：「覇王の危機」（1570年）
信長上洛後の時代。足利義昭による「信長包囲網」が完成していく時代を題材とする。Win版ではコーエーオフィシャルサイトでダウンロード販売。PS2版では標準搭載。
シナリオ5：「猿公と古狸」（1584年）
「本能寺の変」の直後、秀吉と家康の対立を主軸に置く、戦国シミュレーションゲームとしては珍しい時期のシナリオ。Win版ではコーエーオフィシャルサイトでダウンロード販売。PS2版では標準搭載。
シナリオ0：「乱世の余燼」（1555年）
PS2版・PSP版のみ（特定条件クリアで出現）。斎藤道三や今川義元、陶晴賢など今までのシリーズに登場しなかった武将などが登場する。

## PS2版以降の変更点
PS2版、PSP版では秀吉の織田家仕官前などのシナリオや、主人公カードを含めたカードが追加された。例えばWin版では修業や内政の際にミニゲームを毎回行う必要があったが、PS2版以降は何回か優秀な成績を出せばミニゲームを省略できるカードが追加されている。
またカードを一定数以上集めることで、「新シナリオ」や「音楽鑑賞モード」、「ミニゲーム練習モード」が出現したり、武将エディットができる（開始時に能力変更および好きなカードを5枚付けられる）ようになったりする。
「商人プレイ」や「忍者プレイ」での正規エンディングの種類が増えている。また一部のミニゲームが差し替えられている。新規イベントも結婚後に妻が愛想を尽かして出て行くイベントなど架空のもの、史実上のものどちらについても収録されている。